# Simon Kirke
Simon Frederick St. George Kirke (28 de julho de 1949) é um baterista britânico de rock mais conhecido como membro do Free e Bad Company.

## Biografia
Kirke nasceu em Lambeth, no Sul de Londres, Inglaterra, filho de Olive May e Vivian Percy Kirke. Ele passou seus primeiros anos de vida no meio rural do País de Gales. Deixando a escola aos 17 anos, ele voltou para Londres e começou a encontrar um emprego como baterista na cena de blues em expansão. Depois de infrutíferos 22 meses ele estava resignado a retornar ao país quando conheceu Paul Kossoff que estava tocando em uma banda chamada Black Cat Bones. Foi oferecido a Kirke uma posição de percussionista na banda por onde ele tocou por seis meses.
Kirke e Paul Kossoff deixaram a banda e com Paul Rodgers e Andy Fraser formaram o Free. Nos quatro anos em que estiveram juntos tiveram uma enorme influência sobre muitas bandas em ambos os lados do Atlântico. Seu maior hit, "All Right Now", foi número um em mais de 20 territórios e foi reconhecida pela ASCAP (Sociedade Americana de Compositores, Autores e Editores), em 1990, tendo sido tocada mais de um milhão de vezes nas rádio dos Estados Unidos até o final de 1989. Em 2000, o prêmio foi dado a Paul Rodgers pela indústria musical britânica quando "All Right Now" passou de 2 milhões toques nas rádios do Reino Unido.
Após a dissolução do Free em 1973, Kirke e Rodgers novamente se uniram para formar o Bad Company. Eles se juntaram ao guitarrista Mick Ralphs (Mott the Hoople) e o baixista Boz Burrell (King Crimson).
Depois do Bad Company se dissolver em 1982, Kirke foi brevemente envolvido com outra banda, Wildlife. Wildlife atuou com banda de apoio da Michael Schenker Band em torno deste tempo no Reino Unido; seu álbum foi produzido pelo ex-companheiro de banda Bad Company Ralphs, e também contou com Kirke tocando saxofone em uma faixa intitulada 'Charity'. Apesar de ter sido assinado com a gravadora do Led Zeppelin, Swan Song, e envolvimento de alto perfil de Kirke, o álbum não conseguiu vender. Os principais membros do Wildlife, os irmãos Chris e Steve Overland tiveram um sucesso maior com a banda FM. Kirke retornou ao Bad Company quando a banda foi reformada em 1986.

## Discografia

### Free
- Tons of Sobs (1969)
- Free (1969)
- Fire and Water (1970)
- Highway (1970)
- Free Live! (1971) (ao vivo)
- Free at Last (1972)
- Heartbreaker (1973)

### Kossoff Kirke Tetsu Rabbit
- Kossoff Kirke Tetsu Rabbit (1971)

### Bad Company
- Bad Company (1974)
- Straight Shooter (1975)
- Run With the Pack (1976)
- Burnin' Sky (1977)
- Desolation Angels (1979)
- Rough Diamonds (1982)
- 10 from 6 (1985) (compilação)
- Fame and Fortune (1986)
- Dangerous Age (1988)
- Holy Water (1990)
- Here Comes Trouble (1992)
- What You Hear Is What You Get: The Best of Bad Company (1993) (ao vivo)
- Company of Strangers (1995)
- Stories Told & Untold (1996)
- The Original Bad Company Anthology (1999) (compilação de CD)
- In Concert: Merchants of Cool  (2002)

### Solo
- Seven Rays of Hope (2005)
- Filling the Void (2011)